# Lagar de Varas de Fojo
O Lagar de Varas de Fojo, atualmente Museu do Azeite, no Alentejo, localiza-se na freguesia de Moura (Santo Agostinho e São João Baptista) e Santo Amador, no município de Moura, distrito de Beja, em Portugal.
Antigo lagar de tipo comunitário, encontra-se classificado como Imóvel de Interesse Público desde 1986.

## História

### Antecedentes
A reputação de excelência do azeite produzido na região de Moura é muito antiga, conforme atestam os "Anais de Moura", onde se refere: "Desde muito tempo, que a qualidade do azeite de Moura o põe a par dos melhores de Portugal, porque vemos que Flandres, Alemanha, Castela, Leão, Galiza, se proviam de azeite de Santarém, Lisboa, Abrantes, Moura, Elvas e Coimbra." Isso é atestado no imaginário coletivo pela expressão: "Tão fino como o azeite de Moura!"
Na década de 1930 existiam 26 lagares em funcionamento em Moura e até uma Rua dos Lagares, o que também testemunha a importância dessa atividade económica.

### O lagar de Varas de Fojo
Trata-se de um antigo lagar, de tipo comunitário, que trabalhava à maquina, ou seja, qualquer pessoa que tivesse azeitona poderia trazê-la a este lagar e transformá-la, deixando em compensação uma parcela do azeite produzido ao dono do lagar.
Evolui do sistema romano de produção de azeite e conheceu um período activo de laboração de exactamente um século, entre 1841 e 1941.
Atualmente encontra-se requalificado como museu, aberto ao público. Em seu acervo conserva a maquinaria original deste edifício, e apresenta um conjunto de informações que permitem um conhecimento aprofundado com relação não apenas ao modo de funcionamento do lagar, como do quotidiano do lagareiro e da história do azeite.

## Características
Este lagar é um testemunho fiel do fabrico tradicional do azeite em que a força motriz era a força animal.
Neste lagar podem identificar-se três espaços distintos:
1. a zona das tulhas onde a azeitona era depositada;
2. a sala de moagem onde a azeitona era transformada numa pasta;
3. a zona das varas onde a massa da azeitona era prensada.

## A produção de azeite no Lagar de Varas do Fojo
As azeitonas chegavam ao Lagar e eram encaminhadas para as tulhas onde permaneciam até serem prensadas. Por ordem de chegada as azeitonas iam sendo levadas em cestos para a sala de moagem onde iam sendo moídas.
Com o trabalho do burro que acionava o engenho da moenda, as azeitonas eram moídas até constituírem uma pasta. O pavimento do lagar destinado a este trabalho era de terra batida para facilitar a tarefa do animal. Quando moída, a massa de azeitona era retirada pela abertura existente na base do farneiro e levada em gamelas para ser enseirada.
Após o enchimento das seiras (enseiramento) com a massa de azeitona, o lagareiro sobrepunha um conjunto de seiras sobre o estrado da prensa a que se dá o nome de algués. Sobre as seiras ainda se colocava a porta e os malhais, sobre os quais iria assentar a extremidade mais pesada da vara. Em seguida seria accionado o mecanismo da vara, que a faria baixar. Dois homens introduziriam uma alavanca, ou panca, na base do fuso da vara, fazendo com que o mesmo girasse sobre o eixo, assente no peso. Fazendo subir a ponta da vara, que em forma de forquilha atua ao longo do fuso, baixa a outra extremidade, transformando a vara numa espécie de alavanca inter-resistente. Quando a extremidade oposta ao fuso baixa, exerce pressão sobre as seiras, fazendo-as libertar azeite e água-ruça.
Depois de escorridas as seiras, a vara subia novamente para que se pudesse proceder à caldeação. Nesta operação era utilizada a caldeira do lagar, onde era aquecida a água necessária a esta operação. Depois de "quebrada" e remexida a massa do interior das seiras, estas eram abertas, e era-lhes colocado uns paus ao alto que as mantinham abertas, e de seguida era-lhes deitada água bem quente. Esta água quente fluidificava a massa de azeitona que já havia sido prensada, e ao mesmo tempo iria permitir o desprender de azeite que esta massa ainda continha. Esta operação permitia que a vara fosse novamente accionada, por forma a realizar novo "aperto". Juntamente com a água quente iria correr pelo bueiro até à tarefa, mais algum azeite à mistura.
Para a separação do azeite da água ruça é necessário proceder à decantação destes líquidos, por forma a purificar o azeite o mais possível. Era na zona das tarefas que se procedia a esta operação, que, como referido, era da responsabilidade do mestre do lagar e era determinante para a qualidade do azeite e para a própria reputação do lagar.
O azeite corre das seiras pelo boeiro até às tarefas, de mistura com a água ruça. Sendo mais leve que a água, o azeite sobrenada na tarefa, enquanto que a água ruça permanece por baixo. O azeite desta tarefa passa a uma outra tarefa, a que está ligada por um pequeno canal, a "galeira". A água ruça é libertada para fora da primeira tarefa, destapando um buraco que possui próximo da base e que levará a água ruça para um tanque subterrâneo conhecido como “inferno” ou “ladrões”. Com o auxilio de uma candeia e de uma vara de marmeleiro o mestre de lagar mede o nível de água ruça, para conhecer o momento ideal de a escoar, destapando o “espicho”.
À tarefa para onde vai só o azeite dá-se o nome de “tesoiro”, ou pilão, e o azeite era retirado daí para outros recipientes, pelo lagareiro, com o auxílio de uma concha. Um buraco na parede facilita o acesso do lagareiro ao fundo da tarefa, de onde retira também manualmente os assentos ou “borras” do azeite. Estas borras eram levadas para umas tarefas que apenas serviam esta finalidade.